# Yuri Holub
Yuri Holub (16 de abril de 1996) es un deportista bielorruso que compite en biatlón adaptado y esquí de fondo adaptado. Ganó cuatro medallas en los Juegos Paralímpicos de Pyeongchang 2018.

## Palmarés internacional
| Juegos Paralímpicos | Juegos Paralímpicos         | Juegos Paralímpicos | Juegos Paralímpicos    |
| Año                 | Lugar                       | Medalla             | Prueba                 |
| ------------------- | --------------------------- | ------------------- | ---------------------- |
| 2018                | Pyeongchang (Corea del Sur) | Medalla de oro      | 12,5 km (disc. visual) |
| 2018                | Pyeongchang (Corea del Sur) | Medalla de plata    | 7,5 km (disc. visual)  |

| Juegos Paralímpicos | Juegos Paralímpicos         | Juegos Paralímpicos | Juegos Paralímpicos  |
| Año                 | Lugar                       | Medalla             | Prueba               |
| ------------------- | --------------------------- | ------------------- | -------------------- |
| 2018                | Pyeongchang (Corea del Sur) | Medalla de plata    | 20 km (disc. visual) |
| 2018                | Pyeongchang (Corea del Sur) | Medalla de bronce   | 10 km (disc. visual) |